# Eugenia ericoides
Eugenia ericoides är en myrtenväxtart som beskrevs av André Guillaumin. Eugenia ericoides ingår i släktet Eugenia och familjen myrtenväxter. IUCN kategoriserar arten globalt som nära hotad.
Artens utbredningsområde är Nya Kaledonien. Inga underarter finns listade i Catalogue of Life.